# Melanie Paxson

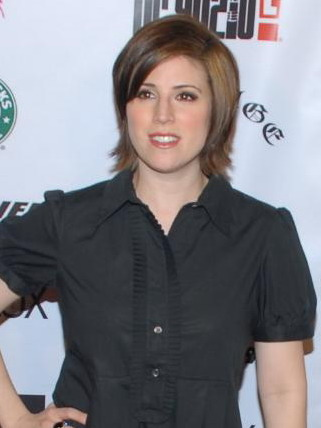
Melanie Paxson (2007)

Melanie Paxson (* 26. September 1972 als Melanie Deanne Moore in Champaign, Illinois) ist eine US-amerikanische Schauspielerin.

## Biografie
Sie wurde außerhalb von Champaign, in der Ortschaft Mahomet, Illinois, geboren. Sie ist die mittlere Tochter von Gay und Randy Moore. Nach ihrer Schulzeit in der Mahomet-Seymour High School in Mahomet verließ sie ihre Heimatstadt, um in der Universität von Missouri zu studieren. Seit dieser Zeit ist sie Mitglied in der Studentenverbindung Pi-Beta-Phi. Sie beendete ihr Studium im Jahr 1994 mit einem Abschluss als Theaterschauspielerin.
Nach dem Studium nahm Melanie Paxson im Second City Training Center in Chicago Theaterunterricht, bevor sie in den Jahren 1998 und 1999 bei der Steppenwolf Theatre Company arbeitete. In diesem Tony-Award-prämierten Theater spielte sie in den Stücken Der Held der westlichen Welt und Morning Star mit. Sie trat damals allerdings noch unter ihrem bürgerlichen Namen Melanie Moore auf.
Ihre erste größere Filmrolle hatte sie im Jahr 2000 als Wendy in Ready to Rumble mit David Arquette, Scott Caan, und Oliver Platt. Paxson war in mehreren TV-Shows und -Serien wie Drew Carey Show, Rob Thomas’ Amor – Mitten ins Herz und Pyramid zu sehen. Sie spielte ebenfalls in zwei Episoden des Friends-Ablegers Joey mit, von denen allerdings nur eine ausgestrahlt wurde. Sie hatte neben John Larroquette und Christine Baranski eine Hauptrolle in der NBC-Serie Happy Family. Paxson porträtierte die Schauspielerin Joyce DeWitt in dem Fernsehspecial zur Serie Herzbube mit zwei Damen Behind the Camera: The Unauthorized Story of Three's Company (2003), die von DeWitt mitproduziert wurde. Außerdem hatte sie eine Hauptrolle in der ABC-Sitcom Ganz schön schwanger.

## Filmografie (Auswahl)
- 1998–1999: Amor – Mitten ins Herz (Cupid, Fernsehserie, 6 Folgen)
- 2000: Ready to Rumble
- 2003: Drew Carey Show (The Drew Carey Show, Fernsehserie, Folge 8x18)
- 2003–2004: Happy Family (Fernsehserie, 22 Folgen)
- 2005–2006: Joey (Fernsehserie, 2 Folgen)
- 2007–2010: Ganz schön schwanger (Notes from the Underbelly, Fernsehserie, 23 Folgen)
- 2009: Rules of Engagement (Fernsehserie, Folge 3x08)
- 2009–2010: True Jackson (True Jackson, VP, Fernsehserie, 3 Folgen)
- 2013: Saving Mr. Banks
- 2015: Descendants – Die Nachkommen (Descendants, Fernsehfilm)
- 2017: Descendants 2 – Die Nachkommen (Descendants 2, Fernsehfilm)
- 2018: Dealbreakers (Fernsehserie, 10 Folgen)
- 2019: Descendants 3 – Die Nachkommen (Descendants 3, Fernsehfilm)
- 2024: Descendants: The Rise of Red